# Championnats du monde d'aviron 2005
Navigation
Édition précédente Édition suivante
Les 35es Championnats du monde d'aviron se tiennent du 28 août au 4 septembre 2005 à Kaizu, Préfecture de Gifu au Japon.
C'est la première fois que l'Asie est l'hôte d'un Championnat du monde d'aviron.
À l'occasion de ce rassemblement mondial, qui clôture généralement la saison internationale d'aviron, vingt-trois épreuves sont programmées, quatorze pour les hommes et neuf pour les femmes et le bassin de régates internationales de Nagaragawa en est le cadre.
Les infrastructures de ce bassin ont été conçues et construites en vue de la désignation du Japon comme le pays organisateur de ces Championnats du monde.
Avec quatre titres, mais sans aucun autre podium, la Nouvelle-Zélande se classe au 1er rang des vingt-huit pays médaillés, devant l'Australie avec cinq médailles (trois d'or, une d'argent et une de bronze) et l'Italie, avec huit médailles (deux d'or, trois d'argent et trois de bronze).

## Podiums

### Hommes
| Épreuves                           | Or | Or            | Argent | Argent        | Bronze | Bronze        |
| ---------------------------------- | --- | ------------- | --- | ------------- | --- | ------------- |
| Skiff M1x                          | Nouvelle-Zélande • Mahé Drysdale | 7 min 16 s 42 | Norvège • Olaf Tufte | 7 min 18 s 34 | Tchéquie • Ondřej Synek | 7 min 21 s 12 |
| Skiff poids légers LM1x            | Grèce • Vasílios Polýmeros | 7 min 17 s 79 | Royaume-Uni • Zac Purchase | 7 min 23 s 10 | France • Fabrice Moreau | 7 min 23 s 97 |
| Deux de couple M2x                 | Slovénie • Luka Špik • Iztok Čop | 6 min 37 s 61 | Italie • Federico Gattinoni • Luca Ghezzi | 6 min 37 s 96 | Allemagne • Christian Schreiber • Rene Burmeister | 6 min 46 s 71 |
| Deux de couple poids légers LM2x   | Hongrie • Zsolt Hirling • Tamás Varga (en) | 6 min 05 s 10 | Danemark • Mads Rasmussen • Rasmus Quist | 6 min 05 s 62 | Pologne • Paweł Rańda • Robert Sycz | 6 min 07 s 93 |
| Deux de pointe M2-                 | Nouvelle-Zélande • Nathan Twaddle • George Bridgewater | 6 min 52 s 51 | Afrique du Sud • Ramon DiClemente • Donovan Cech | 6 min 55 s 52 | Italie • Luca Agamennoni • Dario Lari | 6 min 57 s 29 |
| Deux de pointe poids légers LM2-   | Danemark • Bo Helleberg • Thomas Ebert | 6 min 22 s 59 | Chili • Miguel Cerda • Felipe Leal Atero | 6 min 23 s 31 | Italie • Salvatore Amitrano • Catello Amarante | 6 min 25 s 63 |
| Deux de pointe avec barreur M2+    | Australie • Hardy Cubasch • Sam Conrad • Marc Douez | 7 min 16 s 61 | Italie • Dario Cerasola • Edoardo Verzotti • Manuel Berlingerio | 7 min 23 s 22 | États-Unis • Jordan Smith • Micah Boyd • Chase Phillilps | 7 min 26 s 22 |
| Quatre de couple M4x               | Pologne • Konrad Wasielewski • Marek Kolbowicz • Michał Jeliński • Adam Korol                                                                              | 5 min 34 s 96 | Slovénie • Matej Prelog • Davor Mizerit • Luka Špik • Iztok Čop | 5 min 35 s 45 | Estonie • Jüri Jaanson • Leonid Gulov • Tõnu Endrekson • Andrei Jämsä                                                                                               | 5 min 36 s 61 |
| Quatre de couple poids légers LM4x | Italie • Gardino Pellolio • Daniele Gilardoni • Luca Moncada • Filippo Mannucci                                                                            | 5 min 44 s 76 | Belgique • Justin Gevaert • François Libois • Wouter van der Fraenen • Kristof Dekeyser                                                                                       | 5 min 46 s 00 | Canada • Jeff Bujas • Douglas Vandor • Matthew Jensen • Morgan Jarvis                                                                                               | 5 min 47 s 86 |
| Quatre de pointe M4-               | Royaume-Uni • Steve Williams • Peter Reed • Alex Partridge • Andrew Triggs-Hodge                                                                           | 6 min 11 s 59 | Pays-Bas • Geert Cirkel • Jan-Willem Gabriels • Matthijs Vellenga • Gijs Vermeulen                                                                                            | 6 min 13 s 23 | Canada • Rob Weitemeyer • Peter Dembicki • Andrew Ireland • Kristopher McDaniel                                                                                     | 6 min 16 s 02 |
| Quatre de pointe poids légers LM4- | France • Franck Solforosi • Jérémy Pouge • Jean-Christophe Bette • Fabien Tilliet                                                                          | 5 min 47 s 91 | Irlande • Timmy Harnedy • Eugene Coakley • Richard Archibald • Paul Griffin                                                                                                   | 5 min 49 s 26 | Italie • Lorenzo Bertini • Salvatore Di Somma • Elia Luini • Bruno Mascarenhas                                                                                      | 5 min 49 s 30 |
| Quatre de pointe avec barreur M4+  | France • Nicolas Podpovitny • Vincent Durupt • Johnatan Mathis • Lionel Jacquiot • Nicolas Majerus                                                         | 6 min 02 s 42 | États-Unis • Troy Kepper • Matthew Hughes • Patrick Sullivan • Brett Newlin • Marcus McElhenney                                                                               | 6 min 03 s 44 | Allemagne • Toni Seifert • Matthias Flach • Johannes Doberschütz • Falk Müller • Martin Sauer                                                                       | 6 min 06 s 01 |
| Huit M8+                           | États-Unis • Paul Daniels • Matt Deakin • Steven Coppola • Dan Beery • Joshua Inman • Bryan Volpenhein • Beau Hoopman • Marcus McElhenney • Mike Blomquist | 5 min 22 s 75 | Italie • Lorenzo Carboncini • Niccolo Mornati • Pierpaolo Frattini • Valerio Pinton • Mario Palmisano • Dario Dentale • Raffaello Leonardo • Carlo Mornati • Gaetano Iannuzzi | 5 min 24 s 01 | Allemagne • Jochen Urban • Sebastian Schulte • Stephan Koltzk • Jan-Martin Broeer • Jan Tebrügge • Ulf Siemes • Thorsten Engelmann • Andreas Penkner • Peter Thiede | 5 min 25 s 66 |
| Huit poids légers LM8+             | Italie • Jiri Vlcek | 5 min 59 s 42 | Japon | 6 min 09 s 87 | Non attribuée |               |

### Femmes
| Épreuves                           | Or                                                                                     | Or            | Argent                                                                           | Argent        | Bronze                                                                             | Bronze        |
| ---------------------------------- | -------------------------------------------------------------------------------------- | ------------- | -------------------------------------------------------------------------------- | ------------- | ---------------------------------------------------------------------------------- | ------------- |
| Skiff W1x                          | Biélorussie • Ekaterina Karsten-Khodotovitch                                           | 7 min 48 s 35 | Tchéquie • Mirka Knapková                                                        | 7 min 51 s 69 | États-Unis • Michelle Guerette                                                     | 7 min 52 s 62 |
| Skiff poids légers LW1x            | Pays-Bas • Marit van Eupen                                                             | 8 min 07 s 39 | France • Bénédicte Dorfman-Luzuy                                                 | 8 min 10 s 53 | Espagne • María Teresa Mas De Xaxars                                               | 8 min 12 s 71 |
| Deux de couple W2x                 | Nouvelle-Zélande • Georgina Evers-Swindell • Caroline Evers-Swindell                   | 7 min 08 s 03 | Bulgarie • Rumyana Neykova • Miglena Markova                                     | 7 min 10 s 92 | Australie • Amber Bradley • Sally Kehoe                                            | 7 min 22 s 86 |
| Deux de couple poids légers LW2x   | Allemagne • Daniela Reimer • Marie-Louise Dräger                                       | 6 min 48 s 47 | États-Unis • Renee Hykel • Julia Nichols                                         | 6 min 48 s 77 | Finlande • Sanna Sten • Minna Nieminen                                             | 6 min 49 s 02 |
| Deux de pointe W2-                 | Nouvelle-Zélande • Juliette Haigh • Nicky Coles                                        | 7 min 43 s 83 | Australie • Sarah Outhwaite • Natalie Bale                                       | 7 min 47 s 57 | Russie • Vera Potchitayeva • Valeriya Starodubrovskaya                             | 7 min 50 s 07 |
| Quatre de couple W4x               | Royaume-Uni • Rebecca Romero • Sarah Winckless • Frances Houghton • Katherine Grainger | 6 min 09 s 59 | Allemagne • Britta Oppelt • Susanne Schmidt • Kathrin Boron • Stephanie Schiller | 6 min 09 s 93 | Russie • Olga Samulenkova • Oksana Dorodnova • Larisa Merk • Irina Fedotova        | 6 min 12 s 19 |
| Quatre de couple poids légers LW4x | Canada • Tracy Cameron • Mara Jones • Elizabeth Urbach • Melanie Kok                   | 6 min 19 s 87 | Danemark • Kirsten Jepsen • Maria Pertl • Katrin Olsen • Juliane Rasmussen       | 6 min 20 s 69 | Royaume-Uni • Tanya Brady • Lorna Norris • Hester Goodsell • Naomi Hoogesteger     | 6 min 22 s 49 |
| Quatre de pointe W4-               | Australie • Robyn Selby Smith • Emily Martin • Pauline Frasca • Kate Hornsey           | 6 min 55 s 56 | Allemagne • Mandy Emmrich • Wilma Dressel • Kerstin Naumann • Christiane Hölzel  | 7 min 03 s 24 | Biélorussie • Natalya Gaurylenka • Volga Plashkova • Tatsina Narelik • Mariya Brel | 7 min 07 s 96 |
| Huit W8+                           | Australie                                                                              | 5 min 58 s 10 | Roumanie                                                                         | 5 min 59 s 50 | Pays-Bas                                                                           | 5 min 59 s 61 |

## Tableau des médailles
| Rang  | Nation           | Or | Argent | Bronze | Total |
| ----- | ---------------- | -- | ------ | ------ | ----- |
| 1     | Nouvelle-Zélande | 4  | 0      | 0      | 4     |
| 2     | Australie        | 3  | 1      | 1      | 5     |
| 3     | Italie           | 2  | 3      | 3      | 8     |
| 4     | France           | 2  | 1      | 1      | 4     |
| 4     | Royaume-Uni      | 2  | 1      | 1      | 4     |
| 6     | Allemagne        | 1  | 2      | 3      | 6     |
| 7     | États-Unis       | 1  | 2      | 2      | 5     |
| 8     | Danemark         | 1  | 2      | 0      | 3     |
| 9     | Pays-Bas         | 1  | 1      | 1      | 3     |
| 10    | Slovénie         | 1  | 1      | 0      | 2     |
| 11    | Canada           | 1  | 0      | 2      | 3     |
| 12    | Biélorussie      | 1  | 0      | 1      | 2     |
| 12    | Pologne          | 1  | 0      | 1      | 2     |
| 14    | Hongrie          | 1  | 0      | 0      | 1     |
| 14    | Grèce            | 1  | 0      | 0      | 1     |
| 16    | Tchéquie         | 0  | 1      | 1      | 2     |
| 17    | Afrique du Sud   | 0  | 1      | 0      | 1     |
| 17    | Belgique         | 0  | 1      | 0      | 1     |
| 17    | Bulgarie         | 0  | 1      | 0      | 1     |
| 17    | Chili            | 0  | 1      | 0      | 1     |
| 17    | Irlande          | 0  | 1      | 0      | 1     |
| 17    | Japon            | 0  | 1      | 0      | 1     |
| 17    | Norvège          | 0  | 1      | 0      | 1     |
| 17    | Roumanie         | 0  | 1      | 0      | 1     |
| 25    | Russie           | 0  | 0      | 2      | 2     |
| 26    | Espagne          | 0  | 0      | 1      | 1     |
| 26    | Estonie          | 0  | 0      | 1      | 1     |
| 26    | Finlande         | 0  | 0      | 1      | 1     |
| TOTAL | TOTAL            | 23 | 23     | 22     | 68    |

- La médaille de bronze n'a pas été attribuée pour le Huit poids légers LM8+